# 大阪行岡医療大学
大阪行岡医療大学（おおさかゆきおかいりょうだいがく、英語: Osaka Yukioka College of Health Science）は、大阪府茨木市総持寺1丁目1番41号に本部を置く日本の私立大学。1932年創立、2012年大学設置。

## 沿革
- 1932年11月 - 大阪接骨学校設立認可（翌1933年10月開校）
- 1934年10月 - 大阪接骨学校附属行岡外科病院開設（現・行岡病院）
- 1941年年2月 - 行岡外科病院附属関西看護婦学校開校
- 1948年7月 - 財団法人行岡保健衛生学園設立・大阪接骨学校を日本高等整復学校に改称・大阪鍼灸マッサージ学校開校（1949年2月に日本高等マッサージ学校に改称）
- 1950年2月 - 大阪労働衛生管理者学校開設
- 1950年12月 - 行岡外科病院が医療法人行岡医学研究会行岡病院となる
- 1951年4月 - 大日本レントゲン学校開設
- 1952年4月 - 関西看護婦学校が大阪准看護婦学校に改称
- 1954年12月 - 行岡保健衛生学園を学校法人に改組
- 1962年3月 - 大日本レントゲン学校が日本医学技術レントゲン学校に改称
- 1963年4月 - 日本医学技術レントゲン学校に医学技術科（衛生検査）を設置
- 1965年4月 - 日本医学技術レントゲン学校が日本医学技術学校に改称・歯科技工科を設置し医学技術科を衛生検査科に名称変更（8月には歯科衛生科も設置）
- 1970年3月 - 日本医学技術学校にリハビリテーション科・高等看護科を設置（9月には放射線専攻科も設置）
- 1971年3月 - 日本医学技術学校衛生検査科を臨床検査科に名称変更
- 1971年8月 - 大阪准看護婦学校を日本医学技術学校に統合・准看護科を設置
- 1976年10月 - 日本医学技術学校が専門学校として認可・行岡医学技術専門学校に改称
- 1988年4月 - 行岡医学技術専門学校の放射線科・臨床検査科が分離、近畿医療技術専門学校開校
- 1993年4月 - 行岡整復専門学校を茨木市に移転・行岡リハビリテーション専門学校に改称
- 1999年4月 - 行岡医学技術専門学校に看護第1学科を設置（2000年3月に准看護科廃止）
- 2000年4月 - 行岡整復専門学校に整復科夜間課程を設置
- 2001年4月 - 行岡鍼灸専門学校に鍼灸科夜間課程を設置
- 2002年4月 - 行岡リハビリテーション専門学校に理学療法学科夜間課程を設置
- 2004年3月 - 行岡医学技術専門学校歯科技工科を廃止
- 2006年3月 - 近畿医療技術専門学校臨床検査科夜間課程を廃止
- 2007年3月 - 近畿医療技術専門学校放射線科夜間課程を廃止
- 2009年3月 - 行岡整復専門学校整復科夜間課程を廃止（4月に本庄校舎へ移転）
- 2012年4月 - 大阪行岡医療大学開校（3月限りで行岡リハビリテーション専門学校理学療法学科夜間課程と行岡医学技術専門学校看護第２学科を廃止）
- 2013年9月 - 行岡鍼灸専門学校・行岡整復専門学校・近畿医療技術専門学校が統合、大阪行岡医療専門学校長柄校に校名を変更

## 設置学部・学科
- 医療学部理学療法学科

## 卒業時取得資格
- 理学療法士国家試験受験資格

## 理学療法士国家試験合格状況
（この節の出典）
| 理学療法士国家試験実施年・卒業年度 | 新卒者のみ(％) | 既卒者含む(％) | 全国平均(％) |
| ---------------------------------- | -------------- | -------------- | ------------ |
| 2019年度卒業生(2020年度国家試験)   | 93.5           | 81.4           | 86.4         |
| 2018年度卒業生(2019年度国家試験)   | 91.9           | 86.1           | 85.8         |
| 2017年度卒業生(2018年度国家試験)   | 66.7           | 65.5           | 81.4         |

## 交通アクセス
- JR京都線「JR総持寺駅」より徒歩3分[2]。
- 阪急京都本線「総持寺駅」より徒歩6分[2]。

## 関連施設
- 行岡病院（社会医療法人行岡医学研究会）
- 行岡医学技術専門学校（学校法人行岡保健衛生学園）
- 大阪行岡医療専門学校長柄校（学校法人行岡保健衛生学園）
- 行岡リハビリテーション専門学校（本学の設立に伴い、廃止）